# Promises
Promises – czwarty album studyjny The Boxer Rebellion, wydany 13 maja 2013 roku nakładem Absentee Recordings. 
Album będący efektem 18-miesięcznej pracy w muzycznym studio w Londynie zawiera jedenaście premierowych utworów zespołu. 
Pierwszym singlem promującym wydawnictwo został utwór „Diamonds”, zaś drugim „Keep Moving”. W celu promocji albumu w Polsce, grupa wystąpiła 14 lipca 2013 roku podczas koncertu Lata Zet i Dwójki w Słubicach, gdzie wykonała utwór „Diamonds”.
Wydawnictwo, prócz formatu CD, wydane zostało również w formacie digital download i dostępne jest m.in. w iTunes Store.

## Lista utworów
Opracowano na podstawie materiału źródłowego.
1. „Diamonds” – 4:02
2. „Fragile” – 4:27
3. „Always” – 3:35
4. „Take Me Back” – 3:36
5. „Low” – 3:11
6. „Keep Moving” – 4:03
7. „New York” – 2:52
8. „Safe House” – 4:56
9. „You Belong to Me” – 3:34
10. „Dream” – 5:10
11. „Promises” – 4:36